# 巴克艾 (愛荷華州)
巴克艾（英語：Buckeye）是一個位於美國愛荷華州哈丁縣的城市。

## 地理
巴克艾的座標為42°25′06″N 93°22′33″W / 42.41833°N 93.37583°W，而該地的平均海拔高度為353米（即1158英尺）。

## 人口
根據2010年美國人口普查的數據，巴克艾的面積為2.59平方千米，當中陸地面積為2.59平方千米，而水域面積為0.00平方千米。當地共有人口108人，而人口密度為每平方千米41人。